# Tiantai Deshao
Tiantai Deshao (chiń. 天台德韶 pinyin Tiāntái Désháo; kor. 천태덕소 Ch’ont’ae Tŏkso; jap. Tendai Tokushō; wiet. Thiên Thai Đức Thiều; ur. 891, zm. 972) – chiński mistrz chan, jeden z głównych mistrzów szkoły chan fayan, uważany za jej drugiego patriarchę.

## Życiorys
Deshao pochodził z okolicy Longquan w Chuzhou (prow. Zhejiang). Jego rodowym nazwiskiem było Chen. Opuścił dom rodzinny w wieku 15 lat, po spotkaniu z tajemniczym hinduskim mnichem buddyjskim, który przekonał go do wstąpienia do klasztoru.
W wieku 17 lat rozpoczął praktykę w klasztorze Longgui (Powracającego Smoka) w Chuzhou. Pełną mnisią ordynację przyjął w rok później w klasztorze Kaiyuan w Xinzhou. Po ceremonii wędrował do wielu klasztorów. Spotkał mistrza chan Touziego Datonga (819–914), u którego rozpoczął się jego rozwój na ścieżce chan. Jego następnym mistrzem chan został Longya Judun (835–923) ze szkoły caodong.
Chuandeng lu (Księga przekazu lampy) informuje, że odwiedził w sumie 54 mistrzów chan. Być może najważniejsza dla niego była praktyka w drodze, wędrówka, pielgrzymka. Jednak Deshao osiągnął oświecenie dopiero w trakcie mowy Dharmy mistrza Fayana Weiyi. Pewien mnich zadał Fayanowi pytanie Co jest ostatecznym źródłem nauk Szóstego Patriarchy? Fayan odpowiedział prosto Ostateczne źródło nauk Szóstego Patriarchy. Mnich wycofał się ogłupiały, ale Deshan osiągnął oświecenie. W trakcie spotkania z Fayanem, ten przepowiedział mu Później zostaniesz nauczycielem władcy i osiągniesz sławę porównywalną z tą Patriarchów
Początkowo Deshao przebywał w klasztorzez Baisha (Białych Piasków) na górze Tiantai. W tym czasie książę Zhongyi, przyszły władca Wuyue, przejął we władanie prefekturę Taizhou, do której należała góra Tiantai. Deshao został zaproszony przez Zhongyiego na rozmowę o buddyzmie i obustronne kontakty zostały nawiązane.
Oto jak zaczęła się sprawdzać przepowiednia Fayana. W 947 r. zmarł w wieku 19 lat dotychczasowy władca Wuyue Zhongxian. Przez niecały następny rok władcą był jego brat Zhongxun. W 948 r. 19-letni Zhongyi posłuchał rad swego doradcy mistrza chan 57-letniego Deshao i przejął władzę, którą utrzymał aż do 978 r. Jego rządy doprowadziły cały region do niezwykłego rozkwitu gospodarczego, religijnego i kulturalnego.
Deshan natychmiast został mianowany Nauczycielem Narodowym (chiń. guoshi), którym był już do końca swego życia. Ścisłe związki władcy państwowego i władcy religijnego stały się filarem dobrobytu państwa Wuyue. Wsparcie państwa doprowadziło buddyzm w tym rejonie do wspaniałego rozkwitu.
Mnich szkoły tiantai Huiji (919–987) przekonał z kolei samego Deshao o potrzebie przywrócenia naukom szkoły tiantai poprzedniej wielkości. Deshao zaaprobował to, a ponieważ teksty szkoły w Chinach uległy zniszczeniu podczas prześladowań w połowie IX wieku, wysłał mnichów do królestwa Silli (Korea). Ożywienie góry Tiantai jako centrum nauk tiantai było jednak krótkotrwałe. Nauki te rozkwitły tu dzięki takim nauczycielom jak Zhili (960–1028) i Zunshi (964–1032). Gdy ten drugi przeniósł się do Hangzhou, właśnie tam utworzyło się nowe centrum szkoły tiantai, a oryginalne na górze Tiantai znów podupadło.
Nauczanie Deshao najpewniej było typowe dla szkoły fayan. Oświecenie, którego nie można wyrazić, nie jest wcale oświeceniem, tylko szarlatanerią.

## Uczniowie i ocena działalności mistrza
Według Jingde chuandeng lu z 75 spadkobierców Dharmy w 10 pokoleniu od mistrza chan Qingyuana Xingsiego (ucznia 6 Patriarchy Huinenga) aż 49 było uczniami Deshao. Była to liczba imponująca, świadcząca o tym, że mistrz należał do jednego z najbardziej efektywnych nauczycieli chanu w historii. Rokowało to dobrze dalszemu rozwojowi szkoły fayan. Jednak w pokoleniu 11 (wnuki w Dharmie Deshao) liczba spadkobierców zmalała do pięciu. Z tej piątki, 2 mistrzów: Fuyang Zimeng i Zhaoming Jin, było uczniami Yongminga Yanshou, a tylko jeden – Changshou Faqi (912–1000) – ma informacje o sobie w Chuandeng lu.
Działalność mistrza Deshao doprowadziła rozkwit buddyzmu w państwie Wuyue do niebywałego poziomu. Rozwój tradycji fayan wydawał się być niczym niezagrożony. Ponieważ wszelkie informacje w Chuandeng lu związane ze szkołą kończą się w momencie wydania dzieła w roku 1004, badacze nie dysponują faktami. Jednak można przypuszczać, że los szkoły splótł się z losem państwa. Tradycja ta otrzymywała wsparcie państwowe i ewidentnie od niego została uzależniona. Gdy państwo Wuyue opadło, pozbawiona wsparcia państwowego szkoła fayan – upadła także.

## Linia przekazu Dharmy zen
Pierwsza liczba oznacza liczbę pokoleń mistrzów od 1 Patriarchy indyjskiego Mahakaśjapy.
Druga liczba oznacza liczbę pokoleń od 28/1 Bodhidharmy, 28 Patriarchy Indii i 1 Patriarchy Chin.
- 39/12. Xuefeng Yicun (822–902)
  - 40/13. Xuansha Shibei (835–908)
    - 41/14. Luohan Guichen (867–928)
      - 42/15. Fayan Wenyi (885–958) Szkoła fayan
        - 43/16. Tiantai Deshao (891–972)
          - 44/17. Yongming Yanshou (904–975) autor Zongjing lu
            - 45/18. Fuyang Zimeng (bd)
            - 45/18. Zhaoming Jin (bd)

          - 44/17. Yong’an Daoyuan (bd) autor Jingde chuandeng lu